# Yiánnos Papantoníou
Yiánnos Papantoníou (en grec moderne : Γιάννος Παπαντωνίου), né le 27 juillet 1949 à Paris, est un homme politique grec membre du Mouvement socialiste panhellénique (PASOK).

## Biographie

### Carrière politique
Il travaille au sein de l'Organisation de coopération et de développement économiques (OCDE) entre 1978 et 1981, puis est élu député au Parlement européen lors des élections européennes du 18 octobre 1981. Il démissionne en 1984 pour devenir conseiller auprès du Premier ministre Andréas Papandréou aux affaires européennes.
Candidat aux élections législatives du 3 juin 1985 dans la première circonscription d'Athènes, il entre au Parlement grec le 15 novembre 1988, en conséquence d'une démission. Il est constamment réélu jusqu'aux élections législatives anticipées du 19 septembre 2007, mettant fin à sa carrière politique.
Il entre au gouvernement le 6 mai 1994 comme ministre de l'Économie nationale, prenant la succession de Geórgios Gennimatás, mort dix jours avant. Il est confirmé par Konstantínos Simítis le 22 janvier 1996, lorsque ce dernier succède au pouvoir à Andréas Papandréou. Le 25 septembre 1996, à la formation du gouvernement Simítis II, il est reconduit avec des compétences élargies, devenant ministre de l'Économie nationale et des Finances, poste qu'il conserve lors de la constitution du gouvernement Simítis III, le 11 avril 2000.
Pendant son mandat, il conduit les réformes préparant le lancement de l'euro en Grèce. En septembre 1998, alors que le magazine Euromoney le félicite pour ses réalisations, il est primé « ministre des Finances de l’année ».
Après avoir passé sept ans et demi à la tête de l'économie grecque, Yiánnos Papantoníou est désigné le 24 octobre 2001 ministre de la Défense nationale. Il quitte l'exécutif le 10 mars 2004, quand le centre droit retrouve le pouvoir.
En septembre suivant, alors que le ministre conservateur des Finances Geórgios Alogoskoúfis annonce une révision à la hausse du déficit public pour les années 2000 à 2003, il dénonce le fait que le nouveau gouvernement a réintroduit dans le calcul du déficit des dépenses militaires que les socialistes, en accord avec Eurostat, avaient inclus dans la dette publique. Évoquant une « décision unilatérale motivée par des considérations purement politiques », il estime qu'elle a pour objectif de « trouver un alibi pour annuler [les] promesses sociales préélectorales ».

### Carrière académique
De 2009 à 2010, il est chercheur principal invité à l'Observatoire hellénique au sein de l'Institut européen de la London School of Economics and Political Science. Papantoníou publie de nombreux articles et livres sur des sujets liés aux développements économiques et politiques en Grèce, en Europe et sur la scène internationale.

### Procédure judiciaire
Après qu'un compte en Suisse au nom de son épouse, doté de 2 millions d'euros, est apparu sur la « liste Lagarde », il est condamné solidairement avec sa femme à quatre ans de prison avec sursis en novembre 2014 pour défaut de déclaration.
Papantoníou et son épouse sont arrêtés et placés en détention préventive sur décision du ministère public le 24 octobre 2018, en attendant leur procès pour corruption grave et blanchiment d'argent. Le préjudice pour l'État grec est estimé à 400 millions d'euros.